# HED-метеорити
HED-метеорити (англ. HED meteorites) — це клан із трьох груп ахондритних метеоритів. «HED» у назві є абревіатурою від назв груп метеоритів: «говардити-евкрити-діогеніти» (англ. howardite-eucrite-diogenite). Ці ахондрити походять із диференційованого батьківського тіла, і в минулому зазнали значної магматичної обробки, яка не надто відрізняється від тієї, якій піддавались магматичні гірські породи на Землі. З цієї ж причини цей тип метеоритів дуже нагадує земні магматичні породи.

## Класифікація
У цілому до HED-метеоритів відносять три основні групи:
- Говардити
- Евкрити
- Діогеніти

Вже було виявлено декілька дрібніших підгруп евкритів та діогенітів.
Метеорити клану HED становлять близько 5% від загальної кількості метеоритів, що потрапляють на Землю, а отже, до цього клану належить близько 60% усіх ахондритів.

## Походження

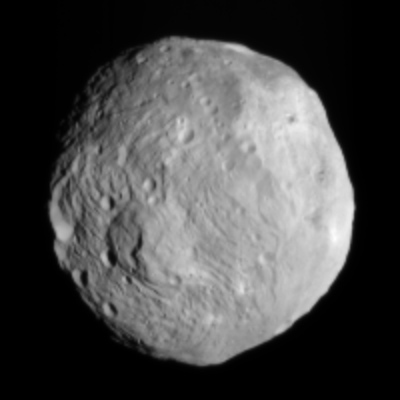
Астероїд Веста

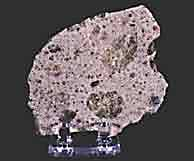
Джонстаун, діогеніт

Вважається, що всі метеорити, які входять до клану HED, походять із верхніх шарів астероїда 4 Веста, а їхня відмінність та розподіл на окремі групи зумовлені різницею в геологічній історії порід, із яких походить кожен окремий метеорит. На основі співвідношень радіоізотопів, вік їхньої кристалізації був визначений у межах 4,43 та 4,55 мільярдів років. HED-метеорити є диференційованими метеоритами, які утворилися в результаті магматичних процесів у корі їхнього батьківського астероїда.
Вважається, що уламки метеорита 4 Веста у формі метеоритів потрапили на Землю таким чином:
1. Внаслідок зіткнення космічного тіла з планетоїдом 4 Веста, у космічний простір було викинуто уламки кори, які й стали невеликими (до 10 км у діаметрі) астероїдами типу V. Астероїдні уламки або були викинуті суцільними шматками (тобто відразу були, власне, астероїдами), або ж утворилися після того, як дрібніший матеріал збився докупи. Деякі з цих малих астероїдів і сформували сімейство Вести, тоді як інші були розкидані на більшу віддаль від основної групи[8]. Припускають, що ця подія трапилася менш ніж мільярд років тому[9]. На астероїді 4 Веста є ударний кратер неймовірних розмірів — він вкриває значну частину південної півкулі планетоїда, а тому є найбільш вірогідним кандидатом на місце, де відбулося зіткнення. Обсяг речовини, вирваної з цього місця, у кілька разів перевищує об'єм усіх відомих астероїдів типу V разом узятих.
2. Частина астероїдного матеріалу, яку відкинуло далі, потрапила в люк Кірквуда (3:1). Це — нестабільний регіон Сонячної системи, який зазнає потужних пертурбацій від Юпітера, тож астероїди, які потрапляють туди, протягом близько 100 мільйонів років викидаються на різноманітні орбіти. Деякі з цих тіл виштовхуються на орбіти, що пролягають поблизу Землі, таким чином формуючи невеликі навколоземні астероїди V-типу, такі як, наприклад, 3551 Веренія, 3908 Нікс або 4055 Магеллан.
3. Внаслідок пізніших, слабших зіткнень цих навколоземних об'єктів між собою, утворювалися дрібніші метеорити, окремі з яких згодом потрапили на Землю. На основі вимірювання рівня космічного випромінювання у виявлених на Землі HED-метеоритів, було зроблено висновок, що більшість метеоритів, що належать до цього клану, виникли внаслідок декількох окремих зіткнень такого типу, і пробули в космічному просторі від 6 до 73 мільйонів років, перш ніж потрапили на Землю[10].